# Mustafa Abdalaui
Mustafa Abdalaui es un deportista marroquí que compite en judo. Ganó una medalla de bronce en el Campeonato Africano de Judo de 2018, en la categoría de +100 kg.

## Palmarés internacional
| Campeonato Africano | Campeonato Africano | Campeonato Africano | Campeonato Africano |
| Año                 | Lugar               | Medalla             | Categoría           |
| ------------------- | ------------------- | ------------------- | ------------------- |
| 2018                | Túnez (Túnez)       | Medalla de bronce   | +100 kg             |